# Campionato Dilettanti Umbria 1958-1959
Il Campionato Nazionale Dilettanti 1958-1959 è stato il V livello del campionato italiano. A carattere regionale, fu il secondo campionato dilettantistico con questo nome, e il settimo se si considera che alla Promozione fu cambiato il nome assegnandogli questo.
Questo è il girone organizzato dalla Lega Regionale Umbra per la regione Umbria.

## Squadre partecipanti
| Squadra              | Città (provincia)                       | Stagione 1957-1958                                                   |
| -------------------- | --------------------------------------- | -------------------------------------------------------------------- |
| Angelana             | Santa Maria degli Angeli di Assisi (PG) | 2º nel Campionato Dilettanti Umbria                                  |
| Bastia               | Bastia Umbra (PG)                       | 12º nel Campionato Interregionale di Seconda Categoria/F, retrocesso |
| Eriberto Bosico      | Terni                                   | 2º nel Campionato Dilettanti Umbria                                  |
| G.C.G. Grifo Perugia | Perugia                                 | 5º nel Campionato Dilettanti Umbria                                  |
| Gualdo               | Gualdo Tadino (PG)                      | 5º nel Campionato Dilettanti Umbria                                  |
| Marconi              | Spoleto (PG)                            | 1° in Prima Divisione Umbria/B, promossa dopo spareggio inter-girone |
| Narnese              | Narni (TR)                              | 8º nel Campionato Dilettanti Umbria                                  |
| Nestor               | Marsciano (PG)                          | In Prima Divisione Umbria, ripescata                                 |
| Ponte Felcino        | Ponte Felcino di Perugia                | 10º nel Campionato Dilettanti Umbria                                 |
| Sassonia             | Foligno (PG)                            | In Prima Divisione Umbria, ripescato                                 |
| Tiberis              | Umbertide (PG)                          | 4º nel Campionato Dilettanti Umbria                                  |
| Virtus               | Terni                                   | 12º nel Campionato Dilettanti Umbria, retrocessa e poi ripescata     |

## Classifica finale
|  | Pos. | Squadra              | Pt | G  | V | N | P | GF | GS | DR |
|  | ---- | -------------------- | -- | -- | - | - | - | -- | -- | -- |
|  | 1.   | G.C.G. Grifo Perugia | 38 | 22 |   |   |   |    |    |    |
|  | 2.   | Eriberto Bosico      | 30 | 22 |   |   |   |    |    |    |
|  | 3.   | Virtus               | 29 | 22 |   |   |   |    |    |    |
|  | 4.   | Narnese              | 26 | 22 | 9 | 8 | 5 | 41 | 33 | +8 |
|  | 4.   | Angelana             | 26 | 22 |   |   |   |    |    |    |
|  | 4.   | Bastia               | 26 | 22 |   |   |   |    |    |    |
|  | 7.   | Sassonia             | 18 | 22 |   |   |   |    |    |    |
|  | 8.   | Gualdo               | 16 | 22 |   |   |   |    |    |    |
|  | 8.   | Ponte Felcino        | 16 | 22 |   |   |   |    |    |    |
|  | 8.   | Nestor               | 16 | 22 |   |   |   |    |    |    |
|  | 11.  | Tiberis              | 13 | 22 |   |   |   |    |    |    |
|  | 12.  | Marconi Spoleto      | 5  | 22 |   |   |   |    |    |    |

Legenda:

      Promossa in Serie D 1959-1960, Campione Regionale Umbro 1958-1959 ed ammessa alle finali nazionali.
      Retrocesso in Seconda Categoria Umbria 1959-1960.
Regolamento:

Due punti a vittoria, uno a pareggio, zero a sconfitta.
Note:

La G.C.G. Grifo Perugia rinuncia alla promozione in Serie D.
La Marconi Spoleto è stata successivamente ripescata in Prima Categoria Umbria.
L'Eriberto Bosico rinuncia e nella stagione successiva si iscrive in Seconda Categoria Umbria.